# Manlio Simonetti
Manlio Simonetti (Roma, 2 maggio 1926 – Roma, 1º novembre 2017) è stato un filologo classico e latinista italiano.
È stato tra i più importanti studiosi di patristica, di storia del cristianesimo e di letteratura cristiana antica.

## Biografia
Si laureò all'università "La Sapienza" di Roma nel 1947 in lettere classiche.
Fu docente di letteratura cristiana antica all'università di Cagliari dal 1959 al 1969 e di storia del Cristianesimo all'università di Roma. Nel 1983 divenne socio dell'Accademia dei Lincei.
Maestro nel campo della letteratura cristiana antica, fu uno dei primi tre illustri studiosi insigniti del Premio Ratzinger nel 2011, e attualmente rimane l'unico italiano. Più di recente aveva contribuito al volume della Fondazione Ratzinger: “Cooperatores Veritatis. Scritti in onore del Papa emerito Benedetto XVI per il 90º compleanno”, offrendo il suo inedito “Esegesi ed erudizione nella tarda antichità”.

## Attività di ricerca
Manlio Simonetti ha concentrato le sue ricerche sulla letteratura cristiana e spirituale dell'epoca tardoantica, prevalentemente in lingua latina.
Ha prodotto le edizioni critiche delle opere di Tirannio Rufino di Aquileia (1961) e delle opere di Cipriano di Cartagine (1978, con Claudio Moreschini) per il Corpus Christianorum di Turnhout; della Vita di Mosé di Gregorio di Nissa (1984), del commento al Cantico dei Cantici di Origene di Alessandria (1998), di varie opere di Agostino d'Ippona (Commento ai Salmi, 1988; Confessioni, 1992-1997; Istruzione cristiana, 1994; Soliloqui, 2016) e di una selezione di testi dai Dialoghi di Gregorio Magno (2005-2006) per la Fondazione Lorenzo Valla, oltre ad alcune antologie di testi su Gesù Cristo e lo gnosticismo antico per la stessa collana. A fianco, numerose edizioni con traduzione e commento di vari autori cristiani, tra cui Ambrogio, Origene, Gregorio di Nissa, Ippolito, Rufino.
Come saggista, ha scritto una storia della letteratura cristiana antica (1969; nuova ed. 2010), raccolto un'antologia di testi cristiani in lingua greca e latina, in tre volumi (1996), e studiato l'innologia ambrosiana, l'esegesi biblica di Origene, il rapporto tra la letteratura cristiana e la letteratura classica; si è inoltre occupato del problema delle eresie nell'epoca tardoantica e delle conseguenze degli atti del concilio di Nicea sulla cristologia antica. Ha infine diretto un'impresa editoriale volta a raccogliere testi esegetici della Bibbia scritti dai Padri della Chiesa.

## Opere selezionate

### Saggistica e manualistica
- Studi Agiografici (Milano 1955).
- Innologia ambrosiana (Roma 1956).
- La letteratura cristiana antica greca e latina (Firenze 1969).
- La crisi ariana nel IV secolo (Roma 1975).
- Lettera e/o allegoria. Un contributo alla storia dell'esegesi patristica (Roma 1985).
- Ortodossia ed eresia tra I e II secolo (Napoli 1994).
- Letteratura cristiana antica. Antologia di testi, I-III (Casale Monferrato 1996).
- Cristianesimo antico e cultura greca (Roma 2001).
- Origene esegeta e la sua tradizione (Brescia 2004).
- Studi di cristologia postnicena (Roma 2006).
- Classici e cristiani (Napoli 2007).
- M. S. - Emanuela Prinzivalli, Storia della letteratura cristiana antica (Bologna 2010).
- M. S. - Emanuela Prinzivalli, La teologia degli antichi cristiani (secoli I-V) (Brescia 2012).
- Il Vangelo e la storia. Il cristianesimo antico (secoli I-IV) (Roma 2018).
- Romani e barbari. Le lettere latine alle origini dell'Europa (secoli V-VIII) (Roma 2018).

### Curatele ed edizioni di testi

#### Biblioteca Patristica (EDB - Edizioni Dehoniane Bologna)
- Ambrogio (sant'), Inni (Bologna 1988).
- Origene - Eustazio - Gregorio di Nissa, La maga di Endor (Bologna 1989).
- Ippolito (sant'), Contro Noeto (Bologna 2000).

#### Corpus Christianorum, Series Latina (Brepols)
- Tyrannius Rufinus, Opera, ed. M. S. (Turnhout 1961).
- Cyprianus, Opera, II, edd. M. S. et Claudio Moreschini (Turnhout 1976).

#### Opere di Origene (Città Nuova)
- Origene, Omelie sulla Genesi (Roma 2002).

#### Scrittori della Chiesa di Aquileia (Città Nuova)
- Rufino di Aquileia, Scritti apologetici (Roma 2000).
- Rufino di Aquileia, Scritti vari (Roma 2000).

#### Scrittori Greci e Latini (Mondadori - Fondazione Lorenzo Valla)
Opere curate oppure co-curate da Manlio Simonetti. L'asterisco * posto tra parentesi tonde ( ) indica le opere curate dal solo Simonetti.
- Gregorio di Nissa, La vita di Mosè (Milano - Roma 1984). (*)
- Il Cristo, I-II (Milano - Roma 1985-86). (* vol. II)
- Agostino di Ippona (sant'), Commento ai salmi (Milano - Roma 1988). (*)
- Agostino di Ippona (sant'), Confessioni, I-V (Milano - Roma 1992-97).[4]
- Agostino di Ippona (sant'), L'istruzione cristiana (Milano - Roma 1994). (*)
- Origene, Il Cantico dei Cantici (Commento al Cantico dei Cantici) (Milano - Roma 1998). (*)
- La preghiera dei cristiani (Milano - Roma 2000).
- Gregorio Magno (san), Storie di santi e di diavoli (Dialoghi), I-II (Milano - Roma 2005-06).
- Il viaggio dell'anima (Milano - Roma 2007).
- Testi gnostici in lingua greca e latina (Milano - Roma 2009). (*)
- Seguendo Gesù, I-II (Milano - Roma 2010-11).
- Agostino di Ippona (sant'), Soliloqui (Milano - Roma 2016). (*)

#### Testi Patristici (Città Nuova)
- Ponzio, Vita di Cipriano. Paolino, Vita di Ambrogio. Possidio, Vita di Agostino (Roma 1977).
- Rufino di Aquileia, Spiegazione del credo (Roma 1978).
- Ippolito (sant'), Le benedizioni di Giacobbe (Roma 1982).

#### Varie
- La Bibbia commentata dai Padri. Nuovo Testamento, I-XIII (Roma 2003-17).
- La Bibbia commentata dai Padri. Antico Testamento, I-XII (Roma 2003-17).
- Origene, Opere, I: I Principi (Torino 1989).